# Stade Amahoro
Le stade Amahoro est un stade de football situé à Kigali, Rwanda, d'une capacité de 30 000 places, ce qui fait de lui le plus grand stade du Rwanda. 
Durant le Génocide au Rwanda en 1994, il est temporairement transformé en zone protégée et accueille près de 12 000 réfugiés tutsi.